# 大湖級救難艦

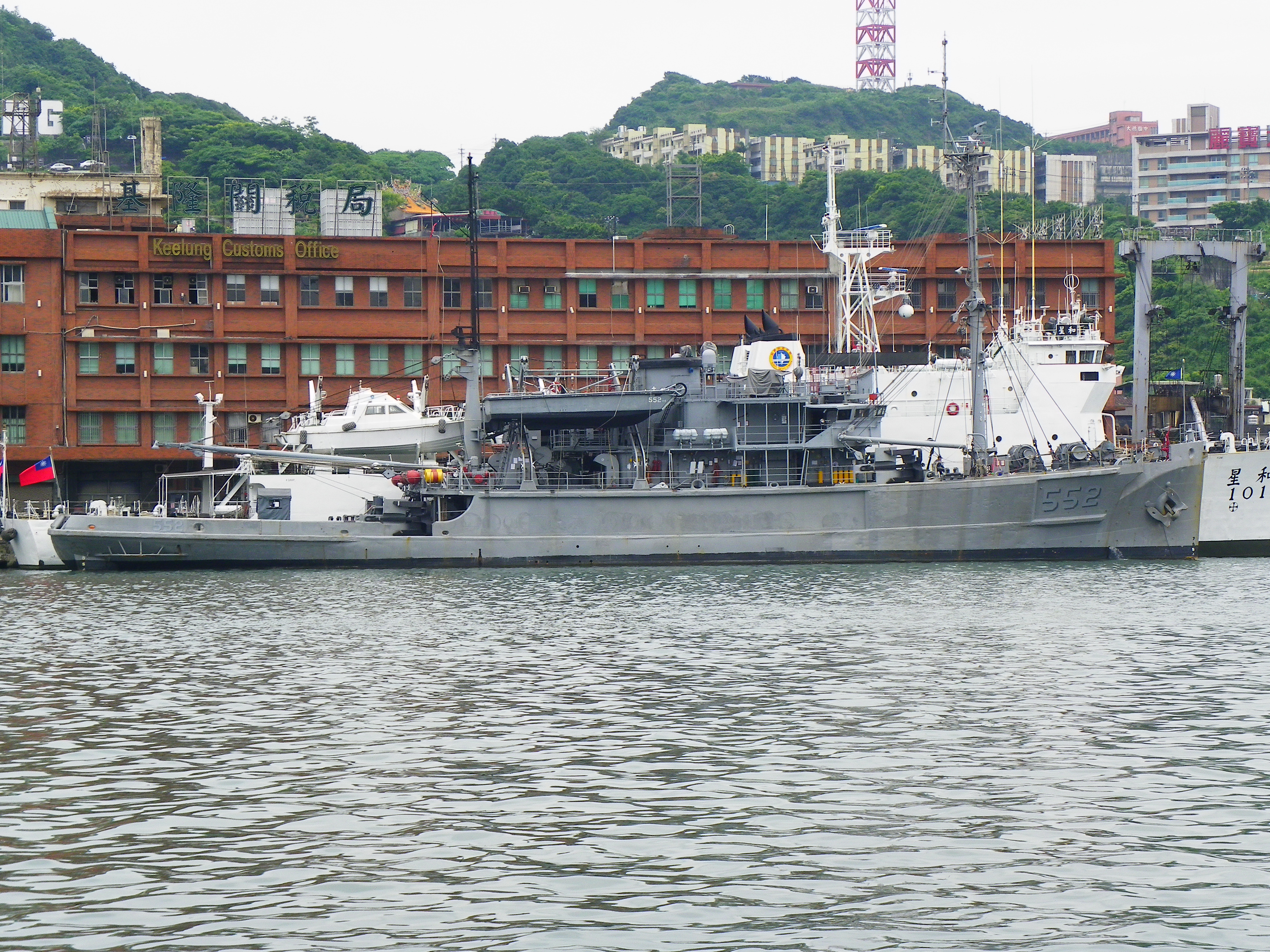
大湖軍艦（ARS-552）停泊基隆港

大湖級救難艦，又稱為大字號救難艦，為中華民國海軍輔助艦艇。

## 艦史
- 大湖艦（ARS-552；原美國海軍潛水員級救援打撈船，抓鉤號，ARS-7），美國加州Basalt Rock廠建造，1942年12月31日下水，1943年12月16日成軍，1977年退役，同年12月1日於夏威夷移交中華民國海軍，（原編號ARS-7後改ARS-552），1978年2月21日返抵左營港。

- 大屯艦（ARS-556；原美國海軍支撐级救援打撈船，恢復號，ARS-43），1945年8月4日下水，1946年5月15日成軍，1994年9月20日退役，1998年9月30日移交中華民國海軍，1999年3月1日在基隆「海軍第三造船廠」船塢啟封。

2019年建造「大武級救難艦」，規劃建造6艘救難艦取代。2024年首艘已服役。

## 媒體
同時也是改編史實電影《怒海潛將》的使用船艦，美國海軍第一位黑人潛水員卡爾·布拉西爾士官長（《怒海潛將》男主角）曾在此艦服役。

## 武裝
- 2門T-75 20毫米機炮
- 2座Mk 36 SRBOC干擾彈發射器（英语：Mark 36 SRBOC）

## 相關資料
- 中國軍艦博物館> 552 大湖/ 556 大屯
- USS Grapple (ARS-7)（页面存档备份，存于）
- USS Recovery (ARS-43)（页面存档备份，存于）